# 레나 순드스트룀
레나 아말리아 경란 순드스트룀(스웨덴어: Lena Amalia Kyoung Ran Sundström, 1972년 3월 8일~)은 스웨덴의 언론인이다. 《다겐스 뉘헤테르》 등에서 활동하고 있다.